# Justitiabrunnen

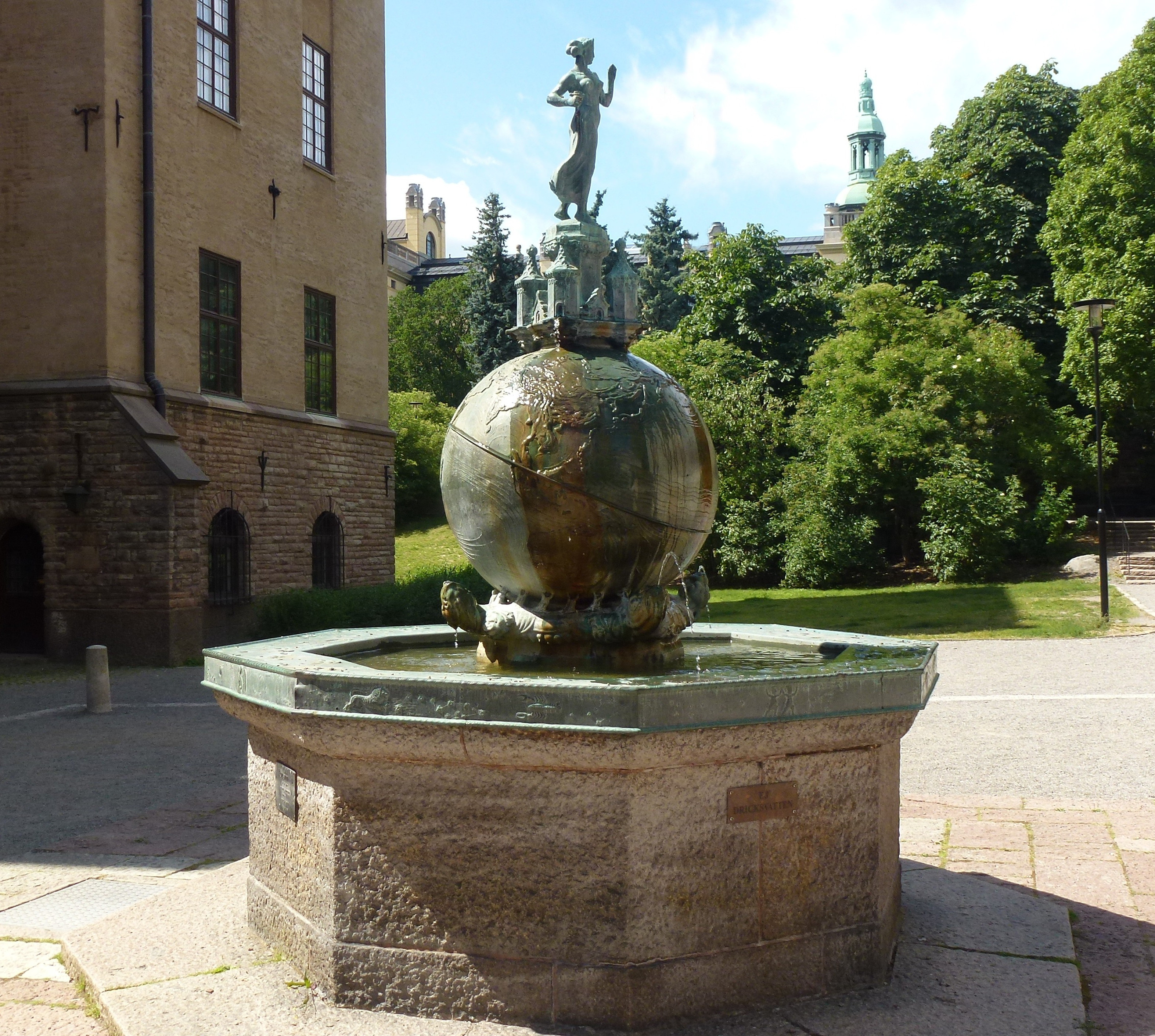
Justitiabrunnen, juli 2013.

Justitiabrunnen (eller bara Justitia) är en fontänskulptur i Rådhusparken utanför Stockholms rådhus på Kungsholmen i Stockholm.
Brunnen sattes upp 1917 vid Rådhusets norra murar och hade utformats av rådhusarkitekten Carl Westman och skulptören Gustaf Sandberg som även skapade den konstnärliga utsmyckningen för Rådhuset tillsammans med sin bror Aron Sandberg. Skulpturen som föreställer Justitia på ett jordklot hållande ett svärd och en balansvåg göts i brons vid Meyers konstgjuteri. Svärdet stals på 1950-talet. Efter en restaurering som pågick mellan 2023 och 2024 fick statyn ett svärd igen.

## Bilder, detaljer

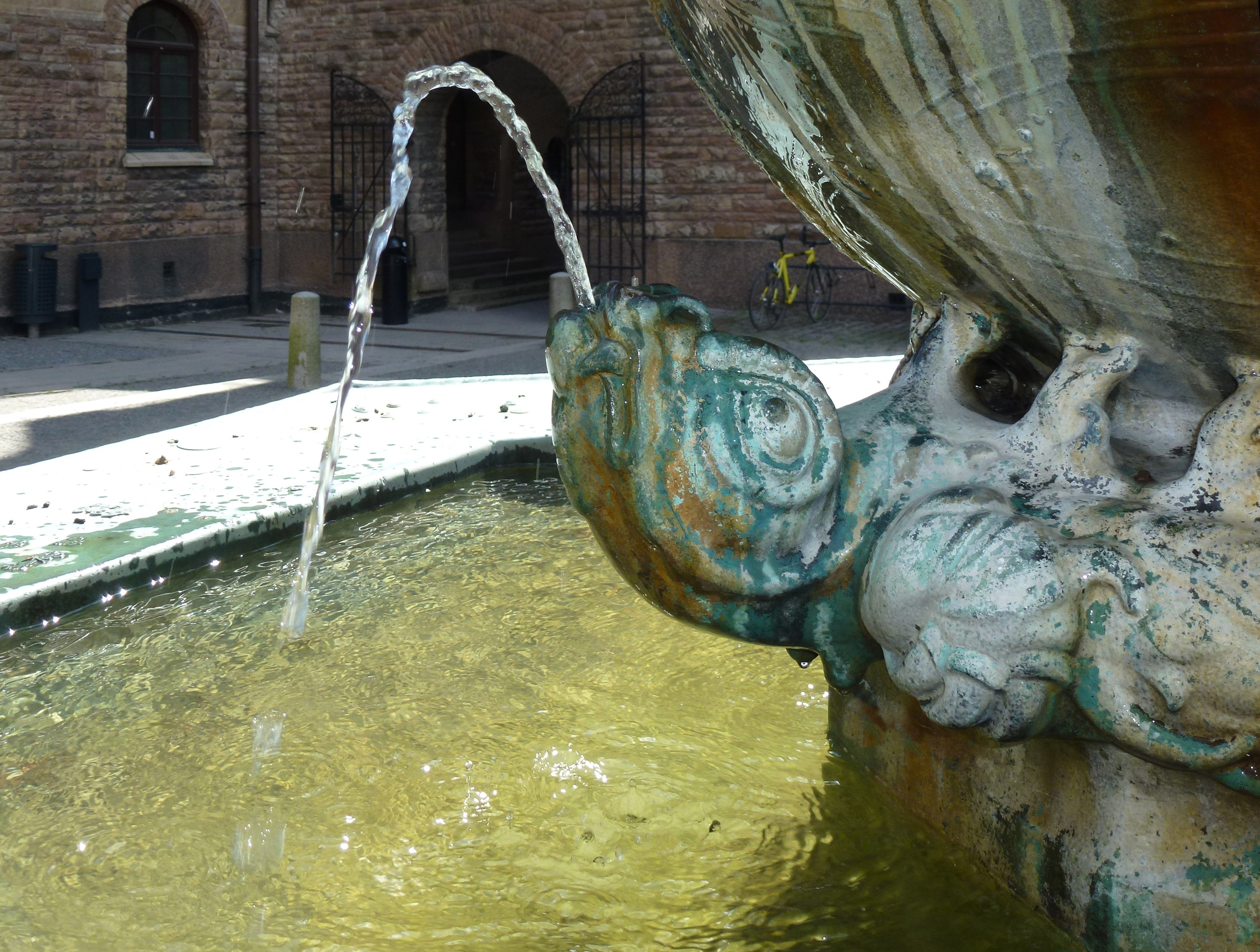
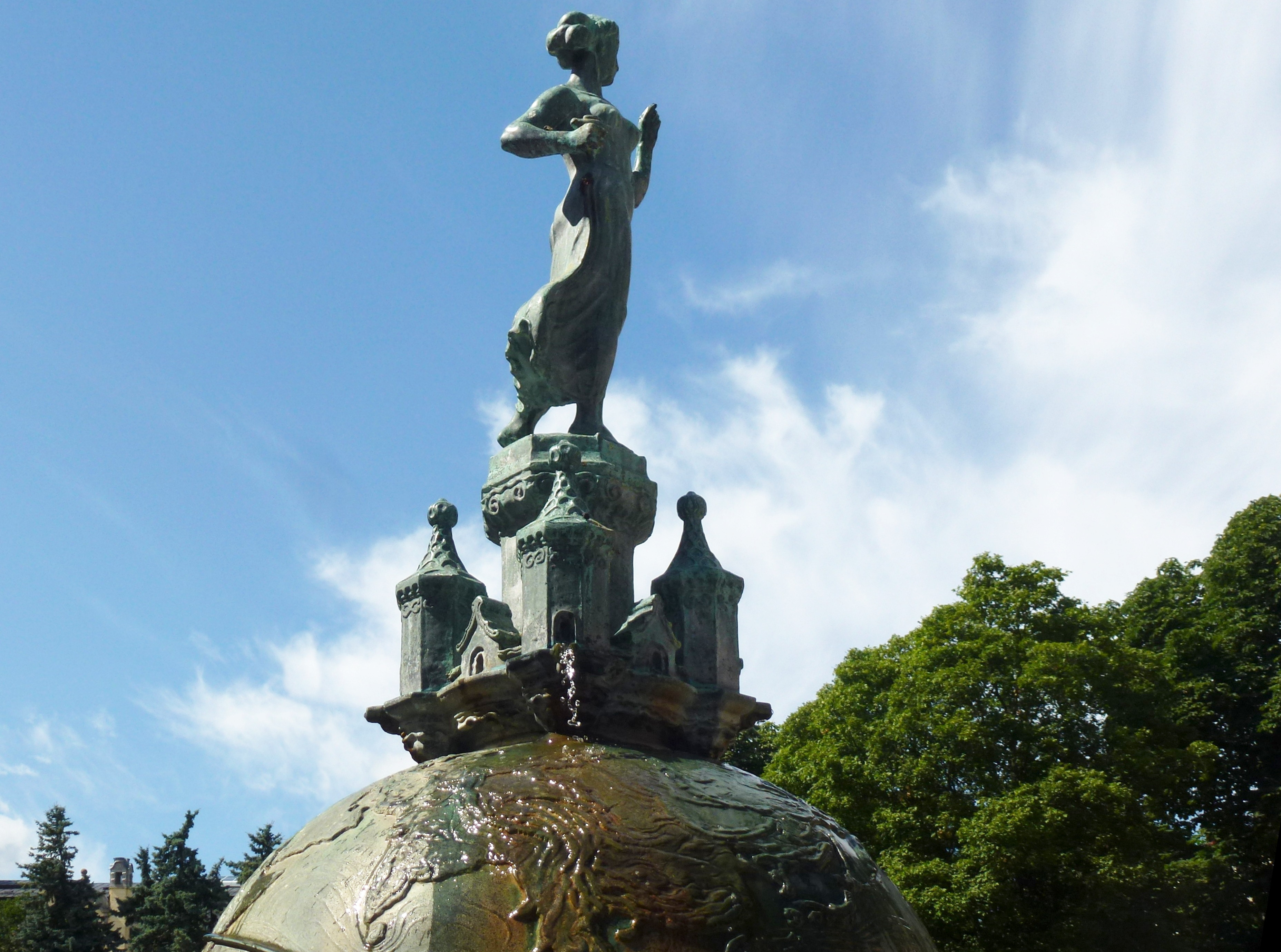
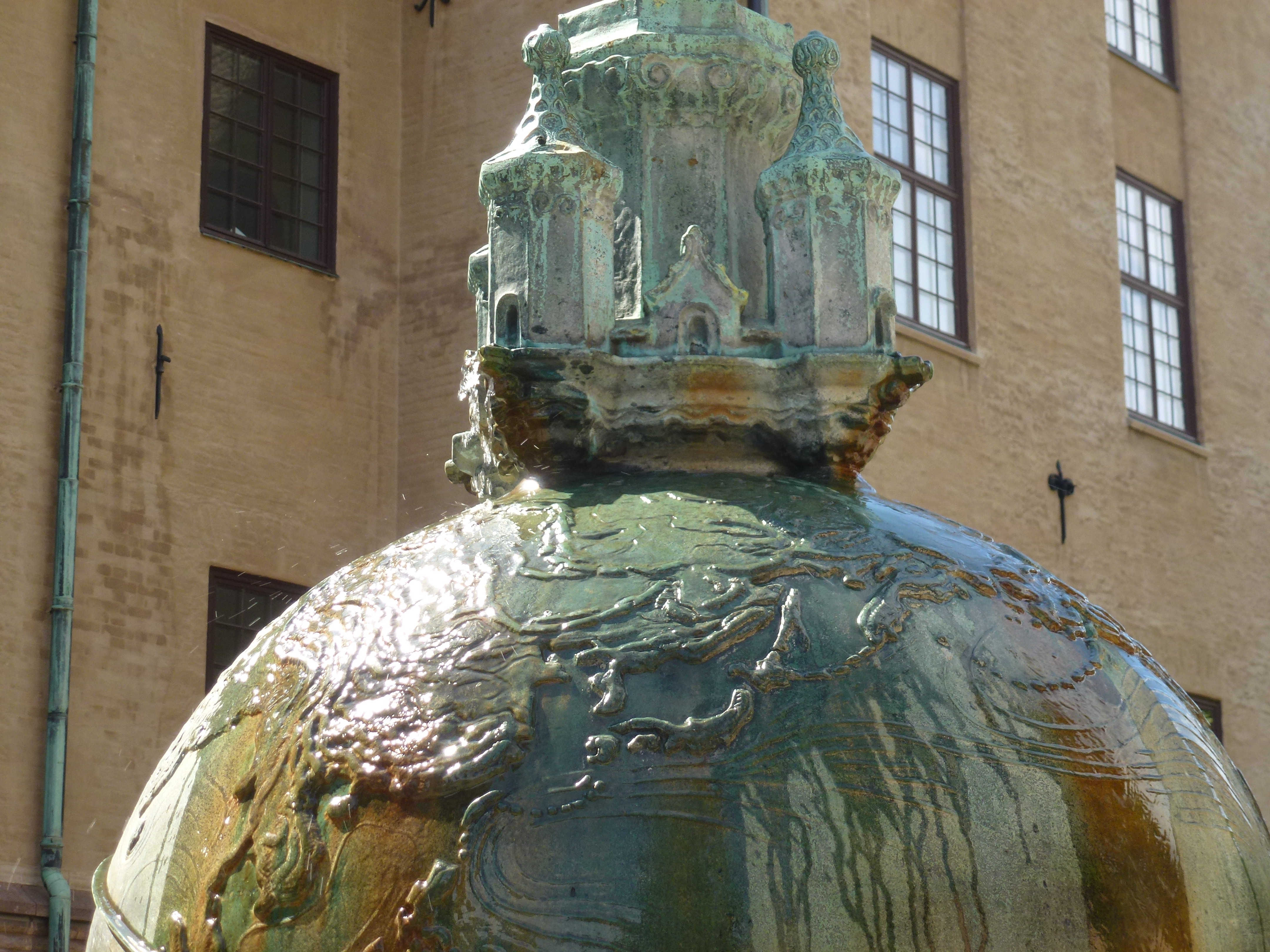